# Death Becomes Her
Death Becomes Her (La muerte os sienta tan bien en España, La muerte le sienta bien en Hispanoamérica) es una película de humor negro con elementos de terror y fantasía de 1992 dirigida por Robert Zemeckis y protagonizada por Goldie Hawn, Meryl Streep y Bruce Willis. La película ganó el premio Oscar a los mejores efectos visuales.

## Trama
El prometedor y talentoso médico especializado en cirugía plástica Ernest Menville (Bruce Willis) abandona a su prometida Helen Sharp (Goldie Hawn) por la actriz Madeline Ashton (Meryl Streep), rival de Helen que se ha dedicado desde su juventud a arruinar sus relaciones, y rápidamente contraen matrimonio. Pasan siete años, durante los cuales Helen descuida casi del todo su vida, engorda y contrae una depresión que la confina en su apartamento, hasta que un día la desalojan porque ya no se molesta en pagar la renta. Es derivada a un recinto psiquiátrico, donde, contra la voluntad de su psicóloga, cada vez que a ella y otras pacientes se les da la oportunidad de hablar de algo con el objeto de comprobar sus progresos, ella saca a colación el odio que siente hacia Madeline; esto dura hasta que su psicóloga en un momento de estrés le dice que debe, metafóricamente, "eliminar completamente a Madeline" (obviamente, de su mente), pero Helen lo interpreta literalmente y es entonces cuando despierta en ella la decisión de vengarse de Madeline y conquistar de nuevo a Ernest.
Tras otros siete años, Madeline, aunque es atractiva considerando su edad, es una mujer madura que está lejos de la gloria de su juventud, pero prefiere ignorarlo autoconvenciéndose de que aún es la joven y atractiva muchacha de quien todos se enamoraban; por ello utiliza cada producto y tratamiento de belleza a su alcance. Ernest, abrumado por un matrimonio que detesta, desperdició su potencial como cirujano y perdió la firmeza de sus manos por culpa del alcohol, desempeñándose ahora como un conocido preparador de cadáveres, oficio que usa para abstraerse de una vida miserable con Madeline, quien lo humilla constantemente debido a su carácter débil y su mal estado físico, al punto que el tiempo que no está trabajando, lo pasa en casa sirviendo de objeto de burla de su esposa. Cuando ambos reciben una invitación de Helen al lanzamiento de su nuevo libro, Madeline decide que deben asistir ya que desea burlarse de ella y su obesidad.
Cuando Helen se presenta a la fiesta resulta ser ahora no solo una admirada y famosa escritora, también es delgada y extremadamente atractiva, lo que destroza el ego de Madeline. Casi de inmediato Ernest y su antigua novia comienzan un acercamiento, pero su esposa lo obliga irse del lugar. Esa noche Madeline intenta subir su moral acostándose con un muchacho que es su amante trofeo, sin embargo este rompe con ella ya que solo lo hacía por interés económico y ya no soportaba la vergüenza de que lo vieran con una "anciana". Paralelamente Helen visita a Ernest y luego de intentar tener sexo con él, traza un inteligente plan para asesinar a Madeline con la ayuda de Ernest tras convencerlo de que una vez que enviude ambos comenzarán una vida juntos.
Madeline, tras las desilusiones sufridas frente a su amante y Helen, comienza a comprender la realidad de tener 50 años y decide usar una tarjeta que le diera un misterioso hombre en un centro para someterse a técnicas de rejuvenecimiento. La tarjeta la lleva a casa de Lisle Von Rohman (Isabella Rossellini), una mujer muy hermosa y de apariencia juvenil a pesar de tener 71 años, quien le entrega "Siempreviva", un elixir que le da vida y juventud a quien lo beba y al cual Lisle le debe su aspecto. Madeline lo bebe tras comprarlo a Lisle por una suma exorbitante y después que esta le imponga como condición que sólo puede explotar los resultados para su beneficio personal durante diez años, plazo tras el cual debe desaparecer total y permanentemente de la vida pública para que nadie comience a notar que no envejece. Antes de despedirse Lisle le da una última y misteriosa advertencia: "Cuide su cuerpo... estarán juntos por un largo tiempo". Mientras abandona la propiedad, Madeline nota como su cuerpo rejuvenece y recobra su atractivo.
Aunque el plan para asesinar a Madeline es envenenarla y fingir que falleció ebria en un accidente automovilístico, al llegar a casa ésta discute con Ernest y comienza a insultarlo por lo que él pierde la paciencia y la arroja por las escaleras donde rueda violentamente. A pesar de que recibe múltiples contusiones mortales y se desnuca acabando con su cabeza al revés, sobrevive al accidente gracias al elixir de la eterna juventud que le compró a Lisle (aunque grotescamente desfigurada). Ernest la lleva a un médico, pero el médico sufre un infarto al ver que está muerta pero que sigue viva. Madeline se desmaya y la creen muerta, por lo que la llevan a la morgue. Ernest la lleva de vuelta a casa y creyendo que el "sobrevivir" a la caída es una señal del cielo para que no se separen, utiliza su habilidad como preparador de cadáveres para reparar los huesos de Madeline y pintura para darle aspecto vivo a su piel y ojos.
Helen se presenta ante Ernest y le recrimina el no haberse apegado al plan creyendo a Madeline muerta, pero esta la oye y descubre el complot en su contra por lo que dispara a Helen con una escopeta en el estómago. Desangrada y con un gran hueco en el abdomen, Helen sobrevive, convertida también en un no muerto; Madeline comprende que la pérdida de peso de Helen se debe ya que había ido con Lisle antes que Madeline y ahora las dos se han vuelto inmortales debido a la poción. Entre ambas se da un combate "a muerte" con el que pretendían causarse dolor la una a la otra, aunque sólo consiguen desfigurar aún más sus cuerpos. Mientras discuten sobre las antiguas diferencias que se tenían la una a la otra, se reconcilian.
Madeline y Helen piden a Ernest que componga sus cuerpos, a lo que él accede sólo a condición de que después lo dejen separarse de sus ahora eternas vidas ya que a sus ojos ambas son un ejemplo de los descabellados extremos a que puede llegar la vida patética y sin sentido que han vivido y de la que ahora desea huir a toda costa. 
Al darse cuenta de que, pese a la inicialmente exitosa restauración, sus cuerpos son vulnerables a un deterioro progresivo, comprenden también que necesitarán a alguien en el futuro que continúe restaurándolas. Es así como planean hacer que Ernest beba Siempreviva y se quede para siempre con ellas, por lo que intentan drogarlo con un vaso de licor para llevarlo con Lisle, pero al fracasar, lo golpean y lo llevan inconsciente a la mansión donde se han reunido todos aquellos que han bebido la poción para celebrar.
Lisle intenta convencerlo, más bien seducirlo, para que también beba el elixir de la juventud eterna, sin embargo la idea de vivir eternamente aburriéndose, viendo morir a su seres queridos y asustado de convertirse en un no muerto hace que Ernest solo deteste aún más la inmortalidad por lo que escapa llevándose la dosis que Lisle le había ofrecido, acabando por huir de los sirvientes de la mansión, Madeline y Helen lo empiezan a perseguir. Huyendo y escondiéndose, Ernest llega al punto más alto del tejado de la mansión donde queda colgando y a punto de caer; Madeline y Helen le insisten que tome la poción para que sobreviva a la caída, pero este se niega, destruye el frasco y se deja caer dispuesto a morir antes que servir de cirujano plástico perpetuo de las dos. Para mala o buena suerte suya, termina cayendo en una piscina y ante la oportunidad de volver a empezar, ya sin Madeline ni Helen, decide escapar. 
Madeline y Helen ya no pueden volver con Lisle, porque Ernest ha huido. En eso queda explicado el porqué de la advertencia anterior de Lisle, si ellas no cuidaban sus cuerpos, quedarían desfiguradas por siempre. Aunque ambas buscan a Ernest sin éxito y deciden que, de ahora en adelante para toda la eternidad, se "pintarán el culo" la una a la otra.
Treinta y siete años después la historia muestra una capilla durante el funeral de Ernest, que está lleno de dolientes y personas que lo apreciaban. El sermón del sacerdote recalca el misterio que fue la vida de Ernest antes de cumplir 50, sus virtudes humanas y aprecio por la vida, así como los numerosos actos y organizaciones en beneficio de la humanidad que creó.
Entre los presentes se encuentran Madeline y Helen quienes el paso de las décadas las han convertido en despojos que se ocultan tras ropa cerrada y mucha pintura. Mientras el sacerdote dice que Ernest ha alcanzado la inmortalidad en sus obras y los recuerdos de sus hijos, nietos y amigos, Madeline y Helen ríen sarcásticamente burlándose de la alusión a la "eternidad" hecha, sin embargo deben retirarse cuando Helen pierde parte de su pintura. Al abandonar la iglesia, ambas discuten sobre quién perdió la lata de pintura que usan para conservar un aspecto normal, sin darse cuenta de que cayó en los escalones de la iglesia por lo que resbalan con ella y ruedan por los escalones destrozando sus frágiles cuerpos-cadáveres en varios pedazos que a pesar de todo sobreviven a la caída y quedan tendidas sobre el asfalto frente a la iglesia. La cabeza de Helen se acerca a la de Madeline e irónicamente le pregunta: "¿Recuerdas donde dejaste las llaves del auto?".

## Reparto
- Meryl Streep como Madeline Ashton.
- Goldie Hawn como Helen Sharp.
- Bruce Willis como Dr. Ernest Menville.
- Isabella Rosellini como Lisle von Rhoman.

## Estrenos mundiales
| País                                                                          | Fecha de estreno                  |
| ----------------------------------------------------------------------------- | --------------------------------- |
| Alemania                                                                      | jueves 17 de diciembre de 1992    |
| Argentina                                                                     | viernes 1 de enero de 1993        |
| Australia                                                                     | jueves 26 de noviembre de 1992    |
| Austria                                                                       | viernes 18 de diciembre de 1992   |
| Bélgica                                                                       | miércoles 23 de diciembre de 1992 |
| Belice · Costa Rica · El Salvador · Guatemala · Honduras · Nicaragua · Panamá | viernes 4 de diciembre de 1992    |
| Brasil                                                                        | viernes 18 de diciembre de 1992   |
| Chile                                                                         | jueves 17 de diciembre de 1992    |
| Colombia                                                                      | jueves 26 de noviembre de 1992    |
| Corea del Sur                                                                 | sábado 28 de noviembre de 1992    |
| Dinamarca                                                                     | viernes 18 de diciembre de 1992   |
| Ecuador                                                                       | miércoles 20 de enero de 1993     |
| Egipto                                                                        | lunes 31 de mayo de 1993          |
| España                                                                        | viernes 11 de diciembre de 1992   |
| Estados Unidos · Canadá                                                       | viernes 31 de julio de 1992       |
| Filipinas                                                                     | miércoles 25 de noviembre de 1992 |
| Finlandia                                                                     | viernes 25 de diciembre de 1992   |
| Francia                                                                       | miércoles 23 de diciembre de 1992 |
| Grecia                                                                        | viernes 22 de enero de 1993       |
| Hong Kong                                                                     | jueves 24 de diciembre de 1992    |
| Hungría                                                                       | jueves 14 de enero de 1993        |

| País                         | Fecha de estreno                  |
| ---------------------------- | --------------------------------- |
| India                        | viernes 19 de marzo de 1993       |
| Israel                       | viernes 11 de diciembre de 1992   |
| Italia                       | viernes 18 de diciembre de 1992   |
| Japón                        | sábado 5 de diciembre de 1992     |
| Líbano                       | viernes 18 de diciembre de 1992   |
| Malasia                      | jueves 11 de febrero de 1993      |
| México                       | viernes 11 de diciembre de 1992   |
| Noruega                      | sábado 26 de diciembre de 1992    |
| Nueva Zelanda                | viernes 4 de diciembre de 1992    |
| Países Bajos                 | jueves 7 de enero de 1993         |
| Perú                         | jueves 17 de diciembre de 1992    |
| Polonia                      | viernes 8 de enero de 1993        |
| Portugal                     | viernes 11 de diciembre de 1992   |
| Reino Unido Irlanda          | viernes 4 de diciembre de 1992    |
| República Checa · Eslovaquia | jueves 10 de diciembre de 1992    |
| República Dominicana         | miércoles 23 de diciembre de 1992 |
| Singapur                     | jueves 3 de diciembre de 1992     |
| Sudáfrica                    | viernes 27 de noviembre de 1992   |
| Suecia                       | viernes 22 de enero de 1993       |
| Suiza                        | miércoles 23 de diciembre de 1992 |
| Tailandia                    | sábado 12 de diciembre de 1992    |
| Taiwán                       | sábado 24 de octubre de 1992      |
| Turquía                      | viernes 25 de diciembre de 1992   |
| Uruguay                      | viernes 15 de enero de 1993       |
| Venezuela                    | miércoles 16 de diciembre de 1992 |

## Musical
Una adaptación musical de Death Becomes Her fue producida por Broadway en Chicago en el Cadillac Palace Theatre desde el 30 de abril hasta el 2 de junio de 2024. Fue dirigido y coreografiado por Christopher Gattelli con libro de Marco Pennette y música y letras de Julia Mattison y Noel Carey. El elenco fue protagonizado por Megan Hilty como Madeline, Jennifer Simard como Helen, Christopher Sieber como Ernest y Michelle Williams como Viola Van Horn, el personaje originalmente llamado Lisle von Rhuman. En mayo de 2024, los productores anunciaron sus planes de que el musical comience funciones en Broadway en el Teatro Lunt-Fontanne el 23 de octubre del mismo año, con una apertura oficial programada para el 21 de noviembre.